# Аугсбург (район)
А́угсбург (нем.  Augsburg) — район в Германии. Центр района — город Аугсбург. Район входит в землю Бавария. Подчинён административному округу Швабия. Занимает площадь 1071,13 км². Население — 241 381 чел. Плотность населения — 225 человек/км².
Официальный код района — 09 7 72.
Район подразделяется на 46 общин.

## Города и общины

Муниципалитеты района Аугсбург (Бавария)

Городские общины
1. Бобинген (16 636)
2. Герстхофен (20 248)
3. Кёнигсбрунн (27 621)
4. Нойзес (21 798)
5. Швабмюнхен (13 195)
6. Штадтберген (14 684)

Ярмарочные общины
1. Бибербах (3 488)
2. Вельден (3 663)
3. Дидорф (10 063)
4. Динкельшербен (6 628)
5. Майтинген (11 152)
6. Тирхауптен (3 787)
7. Фишах (4 681)
8. Цусмарсхаузен (6 298)

Административные сообщества
1. Вельден
2. Гессертсхаузен
3. Гросайтинген
4. Лангерринген
5. Лехфельд
6. Нордендорф
7. Штауден

Сельские общины
1. Адельсрид (2 253)
2. Айштеттен (2 995)
3. Алльмансхофен (831)
4. Альтенмюнстер (3 772)
5. Бонштеттен (1 226)
6. Валькертсхофен (1 107)
7. Веринген (2 897)
8. Вестендорф (1 492)
9. Габлинген (4 776)
10. Гессертсхаузен (4 307)
11. Грабен (3 281)
12. Гросайтинген (4 826)
13. Клайнайтинген (1 358)
14. Клостерлехфельд (2 489)
15. Кутценхаузен (2 514)
16. Кюленталь (810)
17. Лангвайд-ам-Лех (7 678)
18. Лангеннойфнах (1 734)
19. Лангерринген (3 798)
20. Миккхаузен (1 364)
21. Миттельнойфнах (1 064)
22. Нордендорф (2 284)
23. Обероттмарсхаузен (1 642)
24. Унтермайтинген (6 306)
25. Устерсбах (1 167)
26. Херетсрид (1 027)
27. Хильтенфинген (1 531)
28. Хоргау (2 495)
29. Шерштеттен (1 009)
30. Эинген (1 009)
31. Элльгау (1 003)
32. Эмерзаккер (1 424)

## Население
По оценке на 31 декабря 2015 года население района Аугсбург составляет 245 600 чел. 

| Дата      | 1840  | 1871  | 1900  | 1925  | 1939  | 1950   | 1961   | 1970   | 1987   | 2011   |
| --------- | ----- | ----- | ----- | ----- | ----- | ------ | ------ | ------ | ------ | ------ |
| Население | 49773 | 54039 | 60168 | 68242 | 79768 | 121606 | 134820 | 162228 | 190468 | 237095 |

| Год       | 1960   | 1970   | 1980   | 1990   | 2000   | 2009   | 2010   | 2011   | 2012   | 2013   | 2014   | 2015   |
| --------- | ------ | ------ | ------ | ------ | ------ | ------ | ------ | ------ | ------ | ------ | ------ | ------ |
| Население | 135199 | 164345 | 183079 | 204578 | 236422 | 239898 | 240068 | 237839 | 239004 | 240911 | 242697 | 245600 |

## Внешние ссылки
- Официальная страница